# شبگرد کوتوله
شبگرد کوتوله (نام علمی: Caprimulgus hirundinaceus) نام یک گونه از تیره شبگردان است.